# Cytaeis niotha
Cytaeis niotha är en nässeldjursart som först beskrevs av Pennycuik 1959.  Cytaeis niotha ingår i släktet Cytaeis och familjen Cytaeididae. Inga underarter finns listade i Catalogue of Life.